# 阿部寿一
阿部 寿一（あべ じゅいち、1959年〈昭和34年〉8月17日 - ）は、日本の政治家、建設官僚。衆議院議員（1期）、山形県酒田市長（4期）を歴任した。

## 来歴
山形県酒田市生まれ。山形県立酒田東高等学校、東京大学法学部を卒業し、建設省に入省。本省勤務の他、鳥取県や総理府への出向を経験し、1998年11月に大臣官房人事課長補佐で建設省を退官。
1999年4月、酒田市長選挙に無所属で出馬・初当選し、続く2003年4月の酒田市長選挙で再選される。2005年11月には新設合併した新制酒田市長選挙に出馬し、初代市長に就任。2009年11月の酒田市長選挙に出馬し2選（旧酒田市時代と併せて4期）。
2012年、自由民主党は第46回衆議院議員総選挙に向け、山形3区の現職加藤紘一を公認。阿部も、自民党公認での山形3区からの出馬を模索しており、山形県連内でも岸宏一らが阿部を山形3区の候補者に推していたものの、県連内での阿部擁立論が広がらず、自民党からの出馬は不調に終わる。9月に酒田市長を辞職し、山形3区から無所属で出馬する意向を表明した。12月16日の総選挙では、自民党参議院議員である岸宏一のほか、元民主党衆議院議員である和嶋未希らの支援を得て、加藤や社会民主党元職の吉泉秀男ら4候補を破り、当選した。当選後、自民党への入党希望を示唆した。
2013年10月、自民党山形県連の酒田市第一支部において自民党への入党手続きを行った。これを受け、自民党所属の酒田市議会議員10名が10月23日に、衆議院の会派「自由民主党・無所属の会」への阿部の入会を認めるよう山形県連に要望書を提出。しかし、現職の国会議員が入党する場合は県連ではなく党本部が可否を判断するのが自民党の規定であったため、この規定の存在を知らなかった自民党山形県連が10月25日に阿部に謝罪した上で、阿部に対し既に交付された党員証の返還を求め、阿部の事務所もこれに応じた。
2014年6月、自民党3区支部長公募に名乗りを挙げるが、山形県連の提示した「投票に敗れた際は次期総選挙への立候補をせず、支部長を支援する」という条件に反発し、応募を辞退する。12月の第47回衆議院議員総選挙に無所属で出馬するが、加藤紘一の娘で、自民党公認候補の加藤鮎子に敗れ落選。
2016年3月19日、保守系・民主党・社民党の地方議員による「阿部寿一氏を支える地方議員の会」が発足し、設立総会に出席。総会では第3次安倍第1次改造内閣の経済政策や憲法改正論議を批判した。
同年11月29日、民進党は、次期衆院選山形3区の公認候補に内定していた2014年衆院選民主党候補者の公認を取り消し、無所属の阿部寿一の推薦を正式決定した。
しかし2017年9月28日、民進党が小池百合子東京都知事率いる希望の党への事実上の合流を決定。このため推薦を取り消され、第48回衆議院議員総選挙に希望の党公認での出馬となった。公示日の10月10日に行われた決起大会で「9条改正が入党の条件なら、希望の党には行かなかった」と語るも、時すでに遅く、約2万2千票差で加藤鮎子に敗れ落選した。
2019年8月3日、任期満了に伴い同年9月1日に行われる酒田市長選挙への立候補の意向を示した。投開票の結果、現職の丸山至に敗れ落選した。

## 政策・主張

### 酒田市長
2006年9月13日、山形県知事の齋藤弘との間で、山形県立日本海病院と市立酒田病院の重複している医療機能の集約と質の高い医療の安定供給のため、統合再編のための協議会を設置することで合意し、2007年8月18日の会談で新病院を日本海総合病院とすることで最終合意した。11月16日には「石巻・酒田間地域連携サミット」に出席し、酒田市～宮城県石巻市間を結ぶ地域連携と道路網整備について議論。会合では「住民の命を守るため、病院の統廃合を道路整備に合わせ議論するべき」とし、また、道路特定財源制度の一般財源化に反対の立場を表明した。
2007年5月23日、1997年8月のジャスコ撤退以来、更地となっている酒田駅前の土地を「酒田市の玄関口」としての公共性を挙げ購入する方針を示した。7月6日に整備計画の概要を公表し、複合施設・バスターミナルなどを整備するための事業者を公募するとした。
2012年4月12日、新庄市・石巻市・大崎市の間で災害援助協定を締結し、災害時には救援物資の提供や職員派遣を行い被災市を援助するとした。8月20日に山形県の再生可能エネルギー政策に基き、風力発電施設を県と共に酒田市内に設置することを公表した。

### 衆議院議員
2013年8月24日、山形県市議会議長会懇談会に出席し、道路交通網の整備促進、酒田港の機能強化について協議した。11月26日の特定秘密保護法案採決では賛成票を投じている。
2014年6月1日、山形県開発推進懇談会に出席。中山間地域の農業振興・活性化のための支援策の充実、農地の集積・集約化の促進と農業経営体への支援の充実について協議した。

## 人物

### 評価
市長時代には住民・関係団体への入念な説明を怠り、「結論ありきの進め方」と批判を受けていた。
第23回参議院議員通常選挙では自民党候補の大沼瑞穂を、第24回参議院議員通常選挙では野党統一候補の舟山康江を支援するなど国政選挙の度に支援先を変えていることに対して、「一貫した政治信条は感じられず、代議士になること自体が目的になっているように映る」と批判を受けている。

### 保守分裂
平田牧場会長・自民党酒田支部最高顧問の新田嘉一とは長年確執があったとされ、その影響を受け市長選挙・国政選挙では数度にわたり保守分裂を招いた。また、第47回衆議院選挙での保守分裂以降は阿部と加藤を支持する勢力の間で確執が広がり、酒田市長選挙などの地方選挙において両派による争いが起きている。
2015年9月に実施された酒田市長選挙では副市長の丸山至擁立に動くが、丸山の後援会・選対が新田・自民党中心となったため一転して和嶋未希支持を打ち出すなど、丸山の後援会に参加していた自身の後援会の分裂を招いた。